# Viacheslav Mujánov
Viacheslav Fiódorovich Mujánov (en ruso: Вячесла́в Фёдорович Муха́нов); (Kanash, 2 de octubre de 1952) es un físico teórico ruso y cosmólogo. Es conocido por predecir el origen cuántico de la estructura del Universo.
Estudió en el Instituto de Física y Tecnología de Moscú, recibiendo su doctorado en 1982. En su época en el Instituto él y su fallecido colega G. V. Chibisov, desarrollaron una teoría en la que un universo en expansión y evolución, la presente estructura en la mayor escala es el resultado de las fluctuaciones cuánticas como los primeros momentos del origen de las galaxias y de la existencia del universo. Dicha formulación teórica se convirtió en un hecho demostrado en el 2013, cuando el satélite Planck, de la Agencia Espacial Europea, medía con una precisión nunca antes alcanzada esta predicción científica.
Entonces pasó a formar parte del Instituto de investigación nuclear también en Moscú, desde 1982 a 1991.
Tras la caída de la Unión Soviética, desde 1992 a 1997 estuvo en el ETH Zúrich (Instituto Federal Suizo de Tecnología). Y en diciembre de 1997 pasó a formar parte del Universidad de Múnich. Ha recibido multitud de premios de los más destacados en sus campos de estudio.

## Premios
- Medalla Max Planck (2015)
- Medalla Dirac (2006)
- Premio Fundación BBVA Fronteras del Conocimiento (2015)
- Premio Wolf de Física (2013)
- Medalla Oskar Klein de la Universidad de Estocolmo (2006)
- Tomalla prize, Switzerland (2009)
- Cátedra Blaise Pascal, ENS, París, Francia (2011)
- Amaldi Medal (2012), Società italiana di relatività generale e fisica della gravitazione (SIGRAV)
- Premio Gruber de Cosmología (2013)[1]

## Publicaciones
- Mukhanov, Viatcheslav and Chibisov Gennady: "Quantum fluctuations and a nonsingular Universe", JETP Lett, 33, No.10, 532 (1981), see also http://arxiv.org/abs/astro-ph/0303077
- Mukhanov, V. F., and Feldman, H. A., and Brandenberger, R. H.: "Theory of Cosmological Perturbations", Physics Reports (1992)
- Mukhanov, Viatcheslav,Physical Foundations of Cosmology, Cambridge University Press, 2005. ISBN 0-521-56398-4
- Mukhanov, Viatcheslav and Winizki, Sergei,"Introduction to Quantum Effects in Gravity", Cambridge University Press, 2007. ISBN 0521868343